# Dans och klasskamp i Parken
Dans och klasskamp i Parken är Lazze Ohlyz debutalbum och gavs ut i september 2006. Inspelningen genomfördes under en mycket intensiv dag i stadsdelen Majorna mitt under svenska valrörelsens slutskede.

## Låtlista
Låtarna som skrevs under hösten 2005 och våren 2006 behandlar en rad olika ämnen som på olika sätt bygger på den okonventionella kombinationen av vänsterpolitik och dansbandsmusik.
1. Dans och klasskamp i parken
2. Bugg bugg bugg
3. Ung Vänsters sämsta debattör
4. Hon måste va shalalalala
5. Dans på barrikaderna
6. Du kan få bli min kamrat
7. Du har aldrig varit vackrare än då

## Produktionen
Produktionen är enkel och bygger på dansbandsduons naturliga live-sättning bestående av elförstärkt och akustisk gitarr samt två sångare. I titelspåret kan även ett dragspel höras i bakgrunden av refrängens ljudbild och i den avslutande balladen Du har aldrig varit vackrare än då ligger en mjuk orgelmatta med utdragna ackord. Flera av låtarna kom under inspelningsdagen även att präglas av countryinfluerade basgångar spelade på elgitarr.